# Século XI a.C.
Milénios: segundo milénio a.C. - primeiro milénio a.C. - primeiro milénio d.C.
Séculos: Século XII a.C. - Século XI a.C. - Século X a.C.
Da década de 1090 a.C. à década de 1000 a.C.

## Acontecimentos

### Oriente Médio
- Por volta de 1100 a.C.: depois de expulsar os Muški da Mesopotâmia por volta de 1110 a.C., o rei Tiglate-Pileser I da Assíria alcançou a costa fenícia onde recebeu tributo de Arruade, Biblos e Sídon.[1]
- Por volta de 1070 a.C.: no Egito, sob o reinado de Ramsés XI, o clero de Amon, tornado uma verdadeira dinastia, toma o poder no Alto Egito. É o fim do Império Novo e o início do Terceiro Período Intermediário.[2]
- Segundo estudiosos da Bíblia
  - Saul é rei dos hebreus de 1037 até o ano de sua morte, em c. 1010 BCE a.C. ou 1005 a.C..
  - David sucede Isbosete como o rei dos hebreus durante 40 anos (sensivelmente de 1005 a.C. a 965 a.C.). Descobertas arqueológicas da Estela de Tel Dã e a Pedra Moabita onde são encontradas citações ao Reino de Judá e a Casa de David,[3][4][5][6] colocam, o reino de Judá e a dinastia davídica, num contexto histórico extrabíblico. No entanto não existem outras informações a respeito da vida deste rei israelita além daquelas presentes na Bíblia.
  - Por volta de 1010 a.C.: Cerco de Jerusalém: Davi conquista a cidade de Jerusalém e faz dela a capital de Israel

### Extremo Oriente
- Por volta de 1046 a.C.: fim da Dinastia Shang na China e início da dinastia Chou.[7] Primeiros objetos de ferro. Consolidação e aperfeiçoamento da administração permitindo reunir e distribuir recursos econômicos e militares. Introdução da soja e prática de pousio. A soja vem em sistema de rotação de culturas com milheto. A terra é dividida em parcelas quadradas divididas nove vezes. As oito parcelas exteriores são trabalhadas por oito famílias camponesas que também cultivam a parcela central, cuja colheita se destina à nobreza. Continuação da produção de vasos cerimoniais de bronze nos quais os governantes Zhou tinham gravadas as ordens que davam aos seus ministros. São confeccionadas jarras e potes, cujo artesanato se aproxima dos bronzes rituais, para acompanhar os mortos em seus túmulos. Esses arenitos arcaicos levemente ocres apresentam muitas listras vitrificadas e anunciam os celadons.

### Europa
- Por volta de 1104 a.C.: segundo Diodoro da Sicília, os fenícios fundaram Gades (Cádiz) no reino de Tartessos (tráfico de minérios), na atual Espanha.
- Por volta de 1100 a.C.: fim da construção do complexo megalítico de Stonehenge.[8]
- 1100-800 a.C.: Cultura de Hallstatt.[9]
- 1080 a.C.: Pelos cálculos de Isaac Newton, as primeiras cidades são fundadas na Grécia: Licosura por Licaão, Argos por Foroneu, Sicião por Egialeu, Atenas por Cécrope I e Elêusis por Eleusine (filho de Ogiges)[10]

#### Colonização grega da Ásia Menor
- 1100–1050 a.C.: O mundo micênico é invadido por grupos étnicos gregos que viviam fora da Grécia e praticavam o nomadismo pastoral. Eles são comumente chamados de "dórios", mas são acompanhados por outros grupos étnicos, incluindo os beócios, os focidianos, os lócrios, os ainianos, os etólios, os magnetes, os tessálios. Apenas a Ática e a Arcádia são poupadas.[11] A historicidade da invasão dórica nunca pôde ser demonstrada. Segundo a tradição, os dórios invadiram o Peloponeso, depois Creta, Rodes, Cnido, Halicarnasso e Cária (hexápolis dórica). Ainda segundo historiadores antigos (Heródoto), os jônios da Ática, expulsos pelo "retorno dos Heraclides", migraram para Mileto, Samos, Quios, Delos... Os eólios se estabeleceram na Ásia (Eólis), em Lesbos e Esmirna. A presença de cerâmica protogeométrica (cerca de 1050-900 a.C.) em Esmirna e Delos parece confirmar essas migrações.[12] Se as fontes antigas apresentam as migrações jônica e dórica como eventos limitados no tempo, agora elas são associadas a movimentos populacionais lentos na Grécia continental e em direção à costa da Ásia Menor.[13] O aparecimento da pólis nos séculos IX e VIII a.C. é o resultado de um longo processo que começou no final dos “séculos negros” de X e IX a.C. particularmente na Ásia Menor.[14] A ruptura do uso da escrita é compensada pela continuidade da tradição oral no mundo grego: nascida nos centros micênicos, a tradição épica é trazida para a Ásia Menor por povos que falavam um dialeto eólico onde teria sido emprestado pelos jônios . Utiliza uma linguagem artificial inspirada no dialeto jônico da Ásia Menor, mas também em muitos elementos do eólio e em certas especificidades do micênico que só sobrevivem no grego arcado-cipriota.[15]
- 1050 a.C.-900 a.C.: período protogeométrico em cerâmica na Grécia. Início da Idade do Ferro. Aparição do ferro em Creta, que mantém relações com Chipre (facas de ferro com rebites de bronze)

### América
- Segunda metade do século - desenvolvimento da Cultura Chavín no Peru.

## Personagens importantes

### Faraós do Egito
- Ramsés XI (1105–1069 aC)
- Esmendes (1069–1043 aC/fundador da 21ª dinastia)
- Amenemnesu (1043-1039 aC)
- Psusenés I (1039-991 aC)

### Reis da Assíria
- Tiglate-Pileser I (1114–1076 aC)
- Assurbelcala (1073-1056 aC)
- Assurnasirpal I (1049-1031 aC)
- Salmanaser II (1030–1019 aC)
- Assurrabi II (1012-972 aC)

### Reis da Babilônia
- Marduquenadinaque (1097–1079 aC)
- Adade-Baladã (1066–1044 aC)

### Reis de Israel
- Saul (1050–1010 aC) (sem evidências arqueológicas)
- Isbosete (1010–1008 aC) (sem evidências arqueológicas)
- Davi (1008–970? aC)

### Juiz de Israel (líderes tribais)
- Sansão (sem evidências arqueológicas)
- Samuel (sem evidências arqueológicas)

## Décadas
Década de 1090 a.C. | Década de 1020 a.C. | Década de 1010 a.C. | Década de 1000 a.C.

## Anos
1050 a.C. | 1049 a.C. | 1021 a.C. | 1004 a.C.